# Tortellà
Tortellà är en ort och kommun i Spanien.   Den ligger i provinsen Província de Girona och regionen Katalonien, i den östra delen av landet, 600 km öster om huvudstaden Madrid. Tortellà ligger 317 meter över havet och antalet invånare i kommunen är 793.
Terrängen runt Tortellà är kuperad. Runt Tortellà är det glesbefolkat, med 9 invånare per kvadratkilometer. Närmaste större samhälle är Olot, 13,1 km väster om Tortellà. I omgivningarna runt Tortellà växer i huvudsak blandskog.